# Quartier Merville
Le quartier Merville est situé au sud de la ville de Lorient entre les quartiers Le Polygone et Nouvelle Ville. Il s'étend le long de l'avenue de la Marne, il est délimité par l'avenue Jean-Jaurès, la rue de Merville et l'avenue général-de-Gaulle, le boulevard Édouard-Herriot et le rond-point Monistrol. 

## Histoire
Ce quartier tire son nom de Jean Le Vasseur de Merville, né à Paris en 1668 et décédé à Lorient le 14 août 1720. Il était scribe et subrécargue au service de la compagnie des Indes. Il est devenu prévôt de Marine en 1692 (la prévôté est devenue la gendarmerie à la Révolution). Il ajoute à son patronyme, selon les usages de ceux qui possèdent quelques biens, le nom du village, berceau de sa famille et devient Jean Le Vasseur de Merville.
En 1779, le maire Esnoult des Châtelets demande cinquante exemplaires de l'ouvrage de Parmentier sur la fabrication du pain de pommes de terre, « les dits exemplaires seront distribués dans Merville et les environs afin de faciliter la culture de cette plante qui, dans un temps de calamité, sera d'un grand secours ».
Il est créé un corps de garde à Merville en 1794 et l'on prie ses habitants d'apporter les cendres de leurs foyers et le salpêtre gratté sur les murs de leurs caves, afin de fabriquer de la poudre à canon, tandis que l'on craint un rassemblement de chouans dans une carrière de Kerolay.
En 1857, un poteau indique les limites de la commune de Lorient avec celles de Ploemeur. Le poteau comptait un bureau d'octroi et un arrêt fixe des tramways Lorient-Ploemeur. Le nom vient d'un simple poteau, surmonté d'une plaque de fonte, placé à l'angle de la route de Ploemeur et de la rue du Poteau, conduisant de Kerjulaude au plateau de Keryvaland. La plaque portait l'inscription « Octroi, chemin interdit ».
La création de la paroisse de Merville qui compte 3 323 habitants est acceptée en 1869.
La municipalité de Lorient, s'efforce de réaliser une école dans le quartier de Merville. Monsieur Beauvais, Maire, espère qu'au budget 1872 pourra être trouvé un financement pour cette création. En 1877 est voté l’achat d’un terrain de 1 ha et 20 ares pour y construire le groupe scolaire de Merville. La fin de la construction de l’école des garçons du groupe scolaire de Merville a lieu en 1879.
En 1899, la rue du Poteau est renommée rue de Keryvaland.
Dans les années 1930, se construisent de nombreuses maisons au style caractéristique (base de pierres apparentes et crépis de couleur).
Des fêtes de quartier s'y déroulent, avec des manèges, défilés de chars, courses cyclistes et concours de boules. Interrompues par la guerre, elles reprennent dans les années 1950 pour s'arrêter vers 1980. Une légère reprise s'est amorcée en 1997.
Merville est situé au cœur du quartier prioritaire Polygone-Frébault.